# Света Теодосија Цариградска
Света Теодосија Цариградска је хришћанска мученица која је настрадала у 8. веку. 
У хришћанској традицији помиње се да је рођена након молитве њене мајке Светој Анастасији, која јој се јавила и рекла, да ће родити. Родитељи су је посветили Богу и са 40 дана старости крстили у цркви посвећеној светој Анастасији. Када је имала 7 година отац јој је преминуо, а мајка ју је мајка одвела у манастир Свете Анастасије у Константинопољу. Након три године преминула јој је и мајка. Од родитеља је наследила велико имање, од чега је поручила код златара три иконе: Спаситеља, Богородице и Свете Анастасије, а све остало је разделила сиромасима.
| „                                                     | Једном када света монахиња стајаше у поноћи на молитви, стаде пред њу ђаво и рече јој: Ти ратујеш против мене, и ја ћу заратити против тебе, и не само против тебе него и против свих хришћана, јер сам пронашао човека помоћу кога могу повести борбу против Цркве, и многе ћу одвратити од поклоњења икони Христовој, и многи ће поћи за мном, творећи вољу моју. А света Теодосија, осенивши себе крсним знаком, рече: Буди проклет ти, ђаволе, противниче хришћана! и нека се силом Христа Бога нашег униште сва лукавства твоја! | ” |
| — архимандрит др Јустин Поповић, Житија Светих за мај | |   |

За време владавине цара Лава Исаврјанина, иконогонитеља, 730. године, патријарх Анастасије је наредио да се икона Исуса Спаситеља уклони са Бронзане капије Константинопоља. Група жена, укључујући Теодосију, је кренула у одбрану иконе, напавши патријарха и војника који је извршавао наредбу. Због тог догађаја, цар Лав је наредио погубљење же̂на које су учествовале у одбрани иконе. Након осмодневног мучења и понижавања, Теодосију је убио војник убодом овнујског рога у грло. Тело Свете Теодосије је сахрањено у манастиру Свете Еуфемије у Константинопољу.
Српска православна црква слави је 29. маја по црквеном, а 11. јуна по грегоријанском календару.